# Dirijorul (film)
Dirijorul este un film românesc din 1964 regizat de Paul Barbăneagră.